# Claude Kiambe
Claude Kiambe, conocido simplemente como Claude (Kinsasa, 16 de septiembre de 2003), es un cantautor de la República Democrática del Congo naturalizado neerlandés.

## Biografía
Nacido en la capital congoleña, Claude emigró a los Países Bajos con su familia a la edad de 9 años. Después de pasar un año y medio en un centro para solicitantes de asilo en Alkmaar, su familia se instaló más tarde en Encusa, donde obtuvo su diploma de escuela secundaria (HAVO). Más tarde, estudió administración hotelera en la universidad, pero abandonó sus estudios sin obtener su título.
Claude saltó a la fama en 2019, cuando participó en la octava edición de The Voice Kids en RTL 4. Durante las audiciones, interpretó la canción Papaoutai de Stromae, obteniendo la aprobación de los cuatro jueces. Su camino continuó hasta la fase de las batallas, donde luego fue eliminado. En los años siguientes participó, entre otras cosas, en el concurso de talentos Are You Next?, en el que ganó un contrato de grabación con el sello Cloud 9 Music.
En 2022, tras conocer al productor Arno Krabman y al cantautor Joren van der Voort, lanzó el sencillo debut Ladada (Mon dernier mot), que escaló en las listas neerlandesas y le valió al artista varios premios, entre ellos un premio 3FM al mejor artista nuevo y un premio Qmusic al artista del año. Posteriormente, participó en el programa de televisión neerlandés Beste Zangers.
En abril de 2023, iba a ser el artista telonero de los conciertos de Stromae, pero estos fueron cancelados por motivos de salud del cantante belga. Más tarde, fue confirmado como artista de apoyo del dúo holandés Suzan & Freek en noviembre de ese año.
En 2024, lanzó su primer álbum de estudio Parler français, escrito íntegramente por el artista bilingüe en francés y neerlandés. El álbum fue promocionado a través de una gira entre Bélgica y los Países Bajos. Ese mismo año, Claude recibió el título de Embajador de la Libertad.
El 19 de diciembre de 2024, la emisora neerlandesa AVROTROS anunció que había seleccionado internamente a Claude para representar a los Países Bajos en el Festival de la Canción de Eurovisión 2025, celebrado en Basilea.

## Discografía

### Álbumes de estudio
- 2024 – Parler français

### Sencillos
- 2022 – Ladada (Mon dernier mot)
- 2023 – Layla
- 2023 – Vas-y (ga maar) (con Suzan & Freek)
- 2024 – Écoutez-moi
- 2024 – La pression
- 2024 – Je t'aime (con  Zoë Tauran)
- 2024 – Parler français